# Jasper Boonen
Pour les articles homonymes, voir Boonen.
Jasper Boonen, né le 7 septembre 1677 à Dordrecht et mort le 20 octobre 1729 dans la même ville, est un peintre et graveur néerlandais.

## Biographie
Jasper Boonen naît le 7 septembre 1677 à Dordrecht.
Frère et élève d'Arnold Boonen, il travaille à Dordrecht et à Rotterdam. Il peint des portraits, dont ceux de Johannes d'Outrein, gravé par Pieter van Gunst, Willem Vleertman, gravé par J.-C. Philips, et François Valentijn d'après Frederik Boonen.
On cite parmi des gravures : Portrait du docteur Arnold Monen de Deventer, d'après C. Kelder; Jac. Streso, prédicateur à Amsterdam, d'après Arnold Boonen.
Jasper Boonen meurt le 20 octobre 1729 dans sa ville natale.